# Episodi di Castle (seconda stagione)
La seconda stagione della serie televisiva Castle è stata trasmessa in prima visione negli Stati Uniti d'America da ABC dal 21 settembre 2009 al 17 maggio 2010, ottenendo un'audience media di 10 254 000 telespettatori.
In Italia la stagione è stata trasmessa in prima visione satellitare da Fox Life dal 16 marzo al 24 agosto 2010 (con il titolo Castle - Detective tra le righe), mentre in chiaro è stata trasmessa da Rai 2 dal 5 settembre 2010 al 13 febbraio 2011 (con il titolo originale Castle).
Nella Svizzera italiana è stata trasmessa da RSI LA1 dal 25 agosto 2010.
| nº | Titolo originale                 | Titolo italiano             | Prima TV USA      | Prima TV Italia |
| -- | -------------------------------- | --------------------------- | ----------------- | --------------- |
| 1  | Deep in Death                    | Senza limite                | 21 settembre 2009 | 16 marzo 2010   |
| 2  | The Double Down                  | Scommessa sulla morte       | 28 settembre 2009 | 23 marzo 2010   |
| 3  | Inventing the Girl               | Morte di una modella        | 5 ottobre 2009    | 30 marzo 2010   |
| 4  | Fool Me Once...                  | Storia di un truffatore     | 12 ottobre 2009   | 6 aprile 2010   |
| 5  | When the Bough Breaks            | Una terribile verità        | 19 ottobre 2009   | 13 aprile 2010  |
| 6  | Vampire Weekend                  | Weekend con i vampiri       | 26 ottobre 2009   | 20 aprile 2010  |
| 7  | Famous Last Words                | L'ultima canzone            | 2 novembre 2009   | 27 aprile 2010  |
| 8  | Kill the Messenger               | Morte di un fattorino       | 9 novembre 2009   | 4 maggio 2010   |
| 9  | Love Me Dead                     | Il secondo lavoro           | 16 novembre 2009  | 11 maggio 2010  |
| 10 | One Man's Treasure               | Ambientalisti si muore      | 23 novembre 2009  | 18 maggio 2010  |
| 11 | The Fifth Bullet                 | Il quinto proiettile        | 7 dicembre 2009   | 25 maggio 2010  |
| 12 | A Rose for Everafter             | Una rosa per l'eternità     | 11 gennaio 2010   | 1º giugno 2010  |
| 13 | Sucker Punch                     | Colpo basso                 | 18 gennaio 2010   | 8 giugno 2010   |
| 14 | The Third Man                    | Il terzo uomo               | 25 gennaio 2010   | 15 giugno 2010  |
| 15 | Suicide Squeeze                  | Padri e figli               | 8 febbraio 2010   | 22 giugno 2010  |
| 16 | The Mistress Always Spanks Twice | Borsa di studio con delitto | 8 marzo 2010      | 29 giugno 2010  |
| 17 | Tick, Tick, Tick... (1)          | Tic, tac, tic, tac... (1)   | 22 marzo 2010     | 6 luglio 2010   |
| 18 | Boom! (2)                        | Boom! (2)                   | 29 marzo 2010     | 13 luglio 2010  |
| 19 | Wrapped Up in Death              | La maledizione della mummia | 5 aprile 2010     | 20 luglio 2010  |
| 20 | The Late Shaft                   | La battuta finale           | 12 aprile 2010    | 27 luglio 2010  |
| 21 | Den of Thieves                   | Un covo di ladri            | 19 aprile 2010    | 3 agosto 2010   |
| 22 | Food to Die For                  | Al cuore non si comanda     | 3 maggio 2010     | 10 agosto 2010  |
| 23 | Overkill                         | Doppiamente morto           | 10 maggio 2010    | 17 agosto 2010  |
| 24 | A Deadly Game                    | Un'esperienza mortale       | 17 maggio 2010    | 24 agosto 2010  |

## Senza limite
- Titolo originale: Deep in Death
- Diretto da: Rob Bowman
- Scritto da: Andrew W. Marlowe

### Trama
Beckett è ancora molto adirata con Castle per la ricerca che ha fatto sull'omicidio della madre contro la sua volontà; quest'ultimo nel frattempo è impegnato nella promozione del romanzo con protagonista Nikki Heat. Il capitano Montgomery la costringe a parlare con una giornalista che è eccitata all'idea di scrivere qualcosa sulla collaborazione con il famoso scrittore. Quando una vittima di un omicidio viene trovata impiccata su un albero, la detective Beckett si ritrova suo malgrado costretta a lavorare con Castle. La loro investigazione prende una piega strana quando alcuni uomini armati rubano il cadavere in rotta verso il medico legale, portando il team a fare ricerche nel mondo del traffico di droga, della mafia russa e del high stake poker a Chinatown, dove Castle si infiltra in una sala da gioco, rischiando poi di farsi uccidere. Quando il caso viene risolto Beckett rimane al distretto (non senza avere ricordato allo scrittore quanto il suo gesto sia stato egoista) e Castle ritorna a casa, dove ascolta Alexis raccontare della serata al cinema andata a monte per colpa del suo ragazzo; ciò permette a Castle stesso di capire di avere sbagliato. Torna così in centrale e chiede scusa alla detective per le ricerche sulla morte della madre, riconoscendo di essere andato oltre quello che avrebbe dovuto e di avere tradito la sua fiducia. Alla fine la saluta sapendo che non si vedranno più, ma lei gli risponde in modo amichevole con "A domani", segno che ha deciso di proseguire la loro collaborazione.
- Guest star: Stephen J. Cannell (se stesso), James Patterson (se stesso), Michael Connelly (se stesso)

## Scommessa sulla morte
- Titolo originale: The Double Down
- Diretto da: Rob Bowman
- Scritto da: David Grace

### Trama
Una psicologa viene trovata morta nel suo appartamento; sul volto presenta delle misteriose scritte fatte dall'assassino. Castle e Beckett iniziano a indagare sui suoi pazienti, mentre un'altra vittima viene rinvenuta in un parco, colpita da un'arma da fuoco. Castle scommette con Ryan ed Esposito che risolverà il caso su cui sta lavorando con Beckett prima di loro. Quando Beckett scopre l'accaduto prima si arrabbia, ma poi decide di stare al gioco. Ben presto però i quattro scoprono che i loro casi sono collegati. I sospettati hanno un alibi per l'ora dei delitti, ma tutto si risolve quando Castle intuisce che gli assassini si conoscono e si sono scambiati i delitti.

## Morte di una modella
- Titolo originale: Inventing the Girl
- Diretto da: Dwight Little
- Scritto da: Moira Kirland

### Trama
Mentre a New York è in corso la settimana della moda, una modella viene trovata morta, senza documenti e con una ferita da taglio nella schiena. I sospetti si concentrano sul fotografo della rassegna perché era solito ricattare le modelle, ma alla fine si scopre ben altro.
- Guest star: Torrey DeVitto

## Storia di un truffatore
- Titolo originale: Fool Me Once…
- Diretto da: Bryan Spicer
- Scritto da: Alexi Hawley

### Trama
Steven Fletcher, in esplorazione al circolo polare artico, è in videoconferenza con una classe delle elementari. L'uomo viene assassinato in diretta; inoltre la tenda si sposta rivelando che la vittima in realtà si trovava a casa sua e stava solo fingendo di essere un ricercatore. Castle e Beckett scoprono che Fletcher è un truffatore. I due per il caso chiedono anche la collaborazione di un contatto della CIA che conosce Castle, dal quale ha preso ispirazione per alcune frasi del suo nuovo libro. Alexis invece se la deve vedere con il padre perché troppo geloso del ragazzo che le impartisce lezioni di violino.
- Guest star: Robert Pine, Tyler Hoechlin (Dylan)

## Una terribile verità
- Titolo originale: When the Bough Breaks
- Diretto da: John Terlesky
- Scritto da: René Echevarria

### Trama
Il cadavere di una donna colpita mortalmente alla testa viene trovato in un tombino. L'identità della vittima è ancora avvolta nel mistero, mentre l'unico indizio a disposizione è un involucro di lecca lecca con alcune scritte in cirillico. Intanto Paula, la manager di Castle, gli riferisce che gli è stata fatta un'offerta per scrivere alcuni libri sull'agente segreto britannico che lo ha ispirato a diventare uno scrittore. All'inaugurazione del libro "Heat Weave" l'agente conferma che c'è stata l'offerta definitiva e insiste affinché lo scrittore accetti. Castle deve decidere se terminare i libri su Nikki Heat e restare a lavorare per il dipartimento di polizia o accettare la nuova proposta di Paula.
- Guest star: Elaine Hendrix (Melissa Talbot), non accreditato.

## Weekend con i vampiri
- Titolo originale: Vampire Weekend
- Diretto da: Karen Gaviola
- Scritto da: Terri Miller

### Trama
Halloween incombe e un ragazzo viene ritrovato in un cimitero con un paletto di legno conficcato nel cuore. Il cadavere presenta inoltre delle protesi in ceramica che rendono i canini più lunghi e appuntiti. Intanto Castle sta preparando la festa di Halloween a casa sua e Beckett non sa se andarci.

## L'ultima canzone
- Titolo originale: Famous Last Words
- Diretto da: Rob Bowman
- Scritto da: Jose Molina

### Trama
La cantante del gruppo preferito di Alexis viene ritrovata morta in un vicolo. Il cadavere, con al collo un iPod che riproduce l'ultimo successo della vittima, è stato messo di proposito in una posizione che ricorda esplicitamente il suo ultimo video musicale. Alexis stessa darà un suo contributo al caso.

## Morte di un fattorino
- Titolo originale: Kill the Messenger
- Diretto da: Jonathan Frakes
- Scritto da: Terence Paul Winter

### Trama
Un fattorino in bicicletta viene investito di proposito da una macchina nera; l'assassino scende poi dal veicolo per rubare lo zaino del ragazzo. Il corriere stava recapitando un pacco per conto di un detenuto e il destinatario sarebbe stato il capitano Roy Montgomery, attuale capo di Beckett. Martha Rodgers intanto si interessa dei social network e ritrova vecchie amicizie.

## Il secondo lavoro
- Titolo originale: Love Me Dead
- Diretto da: Bryan Spicer
- Scritto da: Alexi Hawley

### Trama
Un uomo viene scaraventato giù dal tetto di un palazzo: la vittima è un assistente procuratore, paladino della lotta contro il crimine. Mano a mano che le indagini proseguono, però, l'uomo risulta sempre più coinvolto in un losco giro di prostituzione. Alexis deve chiedere al padre di lasciarla partecipare a un programma di scambio con la Francia che dura tre settimane e chiede consiglio a Beckett.

## Ambientalisti si muore
- Titolo originale: One Man's Treasure
- Diretto da: Helen Shaver
- Scritto da: Elizabeth Davis

### Trama
Un uomo, ucciso da un colpo di pistola, viene ritrovato in uno scivolo per l'immondizia all'interno di un condominio. La vittima viveva nel Connecticut con la famiglia, ma lavorava a New York. Al riconoscimento del cadavere si presentano sia la moglie sia la fidanzata, l'una ignara dell'esistenza dell'altra. Alexis deve effettuare un'attività extrascolastica legata a un'istituzione statale e chiede a Beckett di poterla svolgere presso il distretto di polizia. Il compito della ragazza è quello di sistemare il magazzino degli oggetti raccolti in scene del crimine e quelli smarriti.
- Guest star: D.B. Woodside (Lance Carlberg)

## Il quinto proiettile
- Titolo originale: The Fifth Bullet
- Diretto da: John Terlesky
- Scritto da: David Grae

### Trama
Victor Fink, proprietario di una galleria d'arte, è stato colpito a morte da un misterioso assassino. La polizia rinviene cinque bossoli, ma solo quattro proiettili. Il quinto proiettile si è infatti conficcato nel libro che un potenziale testimone teneva nella tasca; questo testimone però ha perso la memoria e non si ricorda chi è. Martha ha un piccolo momento di crisi con Chat.
- Guest star: Marc Blucas (Jeremy Preswick)

## Una rosa per l'eternità
- Titolo originale: A Rose for Everafter
- Diretto da: Bryan Spicer
- Scritto da: Terri Miller, Terence Paul Winter e Alexi Hawley

### Trama
La sera prima del matrimonio una damigella d'onore viene strangolata a morte. Qualcuno, oltre ad averle strappato l'orecchino, le ha inflitto delle strane ferite sulla schiena. La sposa è una vecchia fiamma di Castle, una storia che risale ai tempi in cui lo scrittore non era ancora una celebrità.
- Guest star: Alyssa Milano (Kyra Blaine)

## Colpo basso
- Titolo originale: Sucker Punch
- Diretto da: Tom Wright
- Scritto da: Will Beall

### Trama
Un criminale affiliato alla mafia irlandese viene trovato morto dissanguato nel suo appartamento. Castle e Beckett iniziano a indagare sulla famiglia mafiosa cui apparteneva. L'uomo, prima di morire, si era messo in contatto con l'FBI: probabilmente per smascherare un traffico di eroina che vede coinvolto anche un noto televenditore. Si scopre così che l'assassino è lo stesso che ha ucciso la madre di Beckett ed è la persona dietro al traffico di eroina. Anche se non va a finire bene, Beckett ottiene qualche informazione sui mandanti dell'omicidio della madre, mentre Castle ha un breve ripensamento e pensa di smettere di lavorare insieme alla detective. Beckett però ammette che grazie a lui è riuscita a trovare qualcosa di più al proposito e gli rivela che quando sarà il momento in cui troverà il mandante lo vorrà accanto e che la sua presenza rende il suo lavoro più divertente.
- Guest star: Jay R. Ferguson (Dick Coonan)

## Il terzo uomo
- Titolo originale: The Third Man
- Diretto da: Rosemary Rodriguez
- Scritto da: Terence Paul Winter

### Trama
Una famiglia torna dalle vacanze e trova un cadavere nella stanza della bambina. La vittima, un agente di viaggi, sembra avere trascorso del tempo nel loro appartamento, forse nascondendosi da qualcuno. Intanto Castle viene classificato come uno dei dieci scapoli più sexy di New York dal Ledger e nella descrizione viene riportato che lo scrittore è sentimentalmente legato a Beckett. Castle fa di tutto per non fare vedere il giornale a Beckett, ma la detective scopre comunque la notizia. Una delle dieci ragazze classificate chiede di Castle e organizzano un appuntamento. Allo stesso tempo Beckett chiede a Lanie di combinarle un incontro con un ragazzo e si ritrova con lui nello stesso ristorante dove è andato anche Castle. Nel frattempo continuano a risolvere il caso e alla fine la ragazza della classifica e l'accompagnatore di Kate finiscono per cenare insieme. A quel punto, andata male in questo senso la serata ma non per il caso, Castle affamato invita Beckett a mangiare un hamburger da Remie e lei accetta.

## Padri e figli
- Titolo originale: Suicide Squeeze
- Diretto da: David Barrett
- Scritto da: Jose Molina

### Trama
Un famoso giocatore di baseball, di origine cubane, viene assassinato a colpi di mazza e trovato morto su un campo da gioco. Castle e Beckett cominciano a indagare nel mondo del baseball e negli ambienti cubani. Scoprono che il giocatore era fuggito da Cuba con l'aiuto del famoso manager Fox. Nelle indagini scoprono che il giocatore aveva una fidanzata e una figlia che era riuscito a far arrivare negli Stati Uniti. Scoprono inoltre che il suo manager dodici anni prima aveva mentito sulla sua fidanzata e che non aveva mantenuto la promessa di far scappare anche a lei, e che quindi lo ha ucciso per paura di essere smascherato.
- Guest star: Joe Torre

## Borsa di studio con delitto
- Titolo originale: The Mistress Always Spanks Twice
- Diretto da: Tom Wright
- Scritto da: Kate Sargeant

### Trama
Una studentessa viene ritrovata morta in un parco. Castle e Beckett scoprono che la ragazza stava scrivendo una tesi e sembra che queste sue ricerche possano avere provocato il suo omicidio. Vengono presi in esame i negozi di bondage. Ryan fa conoscere al gruppo la sua fidanzata.

## Tic, tac, tic, tac...
- Titolo originale: Tick, Tick, Tick...
- Diretto da: Bryan Spicer
- Scritto da: Moira Kirland

### Trama
Beckett riceve una telefonata da un killer che la sfida a fermarlo prima che compia degli omicidi. L'uomo sembra ossessionato dal personaggio femminile del libro di Castle. Dopo il secondo omicidio le indagini vengono prese in mano dall'FBI. Castle e Beckett uniscono le loro forze a quelle dell'FBI per catturare il pericoloso e scaltro serial killer. Castle preoccupato rimane a dormire anche a casa di Beckett. Quando il caso per tutti è risolto, Castle scopre invece che c'è qualcosa che non va e Kate è in pericolo.
- Guest star: Leonard Roberts (Agente speciale Jason Avery), Dana Delany (Agente speciale Jordan Shaw)

## Boom!
- Titolo originale: Boom!
- Diretto da: John Terlesky
- Scritto da: Elizabeth Davis

### Trama
L'appartamento della detective Beckett esplode a causa di una bomba. Il serial killer continua a eludere le forze della polizia e dell'FBI e sfida Castle, Beckett e l'agente Shaw a catturarlo. Così quando grazie a Beckett riescono a identificarlo dopo l'ultimo omicidio il killer rapisce la Shaw e chiede all'FBI lo scambio con Beckett. L'FBI fa finta di accettare, ma cerca di localizzarlo; lui, intuendo quello che avrebbe fatto l'FBI, lascia false tracce e organizza un agguato micidiale per fare una strage. Castle intuisce tutto e convince Beckett della sua idea, così lo trovano, salvano Shaw e catturano il killer. La Shaw salutando Beckett le dice che si vede lontano un miglio che Castle ci tiene tantissimo a lei.
- Guest star: Leonard Roberts (Agente speciale Jason Avery), Dana Delany (Agente speciale Jordan Shaw)

## La maledizione della mummia
- Titolo originale: Wrapped Up in Death
- Diretto da: Bill Roe
- Scritto da: Alexi Hawley

### Trama
Quando il curatore di un museo viene ritrovato morto schiacciato sotto una gargolla di pietra, Beckett, Castle e il team devono rispondere alla domanda di chi sia il killer: se il collega geloso o l'amante o il direttore del museo affamato di pubblicità o la maledizione di un'antica mummia, la cui tomba minaccia di morte chiunque la guardi in faccia, cosa a cui Castle non ha potuto resistere. Infatti succedono dei piccoli fatti che fanno preoccupare lo scrittore.

## La battuta finale
- Titolo originale: The Late Shaft
- Diretto da: Bryan Spicer
- Scritto da: David Grae

### Trama
Castle viene invitato a un talk show di due comici conduttori, insieme vi è anche ospite un'attrice Elly Monroe. Uno dei due conduttori viene trovato morto e fatto passare per infarto. L'attrice si avvicina molto a Castle per avere la parte da protagonista nel film su Nikki Heat. Alexis è occupata ad andare via per fare cinque giorni per orientamento.
- Guest star: Beth Broderick (Barbara Mann)

## Un covo di ladri
- Titolo originale: Den of Thieves
- Diretto da: John Terlesky
- Scritto da: Will Beall

### Trama
Castle e Beckett indagano sull'omicidio di un ladro. Durante l'indagine scoprono che Esposito ha un legame personale con il presunto assassino della vittima. Inoltre allo stesso caso è assegnato il detective Tom Demming, che ha subito un'attrazione reciproca con Beckett e rendendo difficile lavorare al caso insieme a Castle.
- Guest star: Michael Trucco (Det. Tom Demming), Aaron D. Spears (Ike Thornton), Marcus Scribner (Tim Thornton), Bruno Amato (Fred Cana), Eric Betts (Paul Finch), Merrin Dungey (Monica Finch), Scott Cohen (Lt. Stan Holliwell), Michael Ironside (Victor Racine), Abby Brammell (Carol Thornton)

## Al cuore non si comanda
- Titolo originale: Food to Die For
- Diretto da: Ron Underwood
- Scritto da: Terri Miller

### Trama
Un cuoco viene ritrovato morto nel ristorante in cui lavora a causa dell'azoto liquido che l'ha fatto congelare e sembra che la sua morte abbia a che fare con il premio in denaro vinto in un reality show per cuochi. Si scopre che stava lavorando a una torta con un anello nascosto dentro e per risolvere il caso Castle, Beckett, Ryan ed Esposito dovranno scoprire chi è la donna destinataria dell'anello, e che rapporto ha con assassino e vittima.
- Guest star: Julie Gonzalo (Madison Queller), Max Greenfield (David Nicolaides)

## Doppiamente morto
- Titolo originale: Overkill
- Diretto da: John Terlesky
- Scritto da: René Echevarria

### Trama
Una rapina finita in tragedia spinge Beckett a richiedere l'assistenza di Demming per il caso. In realtà le indagini si trasformano in una sorta di gara tra Castle e Demming, entrambi intenzionati a risolvere il caso per primi e fare colpo su Kate.

## Un'esperienza mortale
- Titolo originale: A Deadly Game
- Diretto da: Rob Bowman
- Scritto da: Andrew W. Marlowe

### Trama
Un'agenzia promette esperienze al limite della realtà a clienti che vogliono prendersi una vacanza "diversa" impersonando un agente segreto. Uno di questi clienti viene trovato morto e solo dopo alcune indagini si scopre la vittima non è dell'FBI o della CIA. Le indagini si concentrano sull'agenzia, ma la realtà è un'altra: nella vita privata della vittima non tutto è limpido e si scopre che un'altra partecipante al "gioco" è più di un'amica: il colpevole è il marito. Intanto Beckett e Demming fanno ormai coppia fissa e Castle capisce di essere di troppo e decide che questo sarà l'ultimo caso in collaborazione con la polizia. Si avvicina l'estate e Castle incalzato dal suo editore (nonché ex moglie) deve finire il suo ultimo libro. Viste le assenze della madre (impegnata in un tour estivo) e della figlia (in un campo scuola) decide di cambiare aria e di andare nella sua casa al mare, invita anche Beckett che rifiuta. Sul finale Beckett capisce che non può fare a meno dello scrittore e sembra scaricare Demming, quando decide di parlarne a Castle arriva la sua ex moglie. I due ex coniugi dichiarano che si stanno riavvicinando e si avviano per le vacanze estive. Castle promette a Beckett di tornare da lei in autunno.
- Guest star: Stephen J. Cannell (produttore televisivo), Michael Connelly (scrittore) e James Patterson (scrittore)